# Jack Cutmore-Scott
Jack Cutmore-Scott (* 16. dubna 1987, Londýn, Anglie, Spojené království) je anglický herec. Proslavil se rolí ve filmu Kingsman: Tajná služba. Od roku 2018 hraje hlavní roli v seriálu stanice ABC Deception.

## Životopis a kariéra
Cutmore-Scott se narodil v Londýně a vystudoval Harvardovu univerzitu.V roce 2014 se objevil v roli Rufuse Savilla ve filmu Kingsman: Tajná služba. Zahrál si také v televizních filmech Cabot College a The Go-Between. V roce 2016 si zahrál hlavní roli Coopera Barreta v seriálu stanice Fox Cooper Barrett's Guide to Surviving Life. Seriál byl po první řadě, která obsahovala 13 dílů zrušen. V roce 2017 získal hlavní roli iluzionisty/kouzelníka Camerona Blacka, který začne spolupracovat s FBI poté, co je jeho bratr, dvojče Jonathan obviněn z vraždy. Premiérový díl seriálu Deception byl odvysílaný na stanici ABC dne 11. března 2018.

## Filmografie

### Film
| Rok  | Název                  | Role            | Poznámky |
| ---- | ---------------------- | --------------- | -------- |
| 2014 | Cabot College          | Charlie Deckard | TV film  |
| 2014 | Kingsman: Tajná služba | Rufus Saville   |          |
| 2015 | The Go-Between         | Denys Maudsley  | TV film  |
| 2017 | Dunkerk                | záchranný voják |          |
| 2017 | Bad Match              | Harris          |          |

### Televize
| Rok  | Název                                    | Role                     | Poznámky    |
| ---- | ---------------------------------------- | ------------------------ | ----------- |
| 2016 | Cooper Barrett's Guide to Surviving Life | Cooper Barrett           | 13 dílů     |
| 2018 | Mistr iluze                              | Cameron & Jonathan Black | hlavní role |